# 할리 레이스

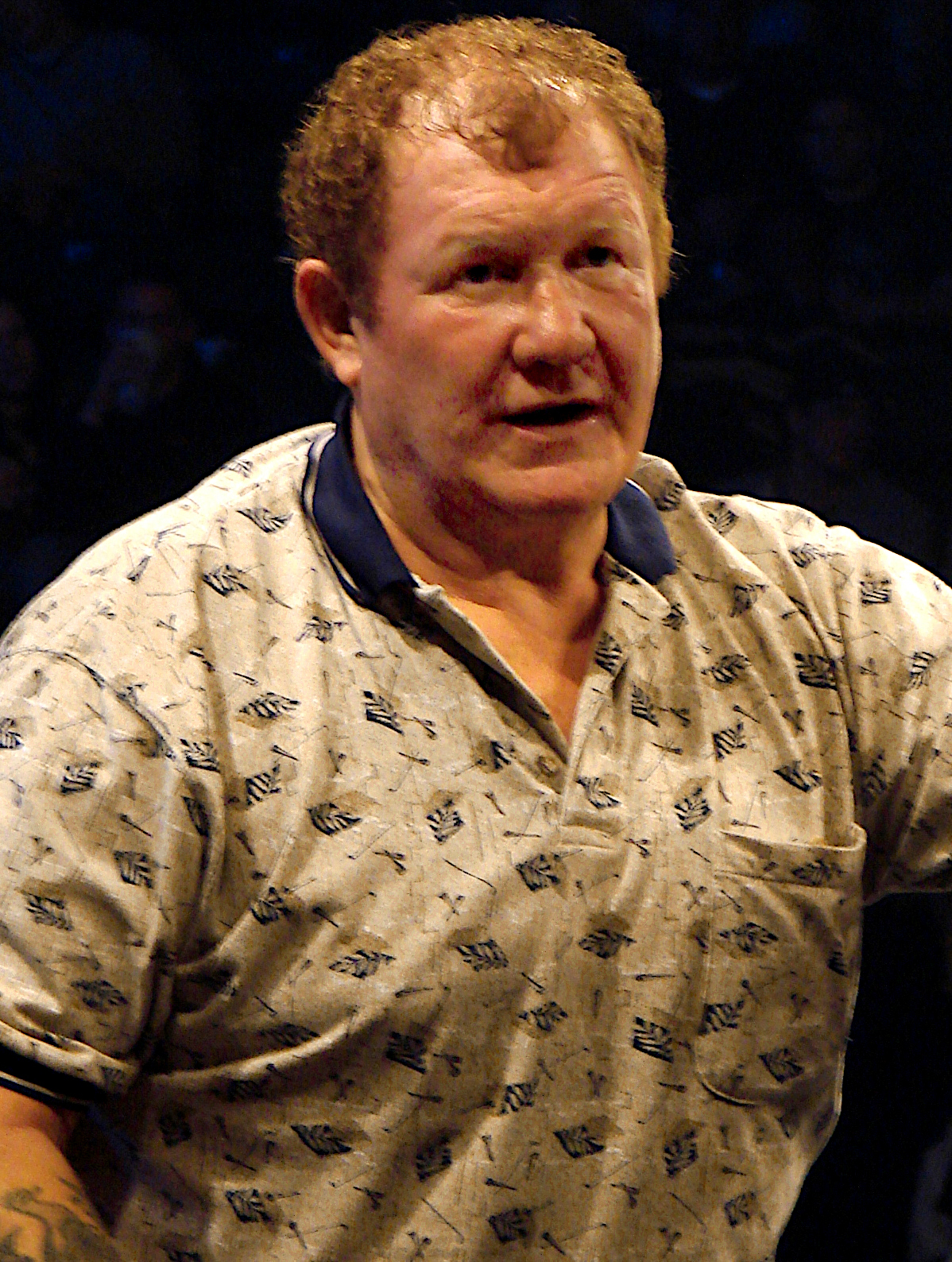
할리 레이스

할리 릴랜드 레이스(Harley Leland Race, 1943년 4월 11일 ~ 2019년 8월 1일)는 미국의 프로레슬링선수다. 통산 8회에 걸쳐 NWA 월드 헤비웨이트 챔피언을 획득하였다. 은퇴 이후 트레이너 및 프로모터로 활동하였다. 키는 186cm 몸무게는 111kg이다. 2019년 8월 1일 폐암으로 인한 합병증으로 사망했다.